# Ennearthron aurisquamosum
Ennearthron aurisquamosum es una especie de coleóptero de la familia Ciidae.

## Distribución geográfica
Habita en Estados Unidos.